# Thus (Ciron)
Der Thus (französisch: Ruisseau du Thus) ist ein kleiner Fluss in Frankreich, der in der Region Nouvelle-Aquitaine verläuft. Er entspringt im Gemeindegebiet von Maillas, entwässert 
generell in nördlicher Richtung, durchquert an einer Engstelle den Regionalen Naturpark Landes de Gascogne und mündet nach rund 16 Kilometern im Gemeindegebiet von Escaudes als linker Nebenfluss in einen Seitenarm des Ciron. Auf seinem Weg durchquert der Thus die Départements Landes und Gironde.

## Orte am Fluss
(Reihenfolge in Fließrichtung)
- Le Petit Pécondo, Gemeinde Maillas
- Le Pont Long, Gemeinde Maillas
- Maillas
- Le Petit Baron, Gemeinde Maillas
- Le Petit Comalès, Gemeinde Giscos
- Couley, Gemeinde Lerm-et-Musset
- Nautic, Gemeinde Escaudes